# 高橋瞳
高橋瞳（日语：／ Takahashi Hitomi，1989年4月8日—）是日本女性歌手。身高147cm，宮城縣出身，所屬事務所是Stardust Promotion。第一張單曲《我們的去向》取得Oricon單曲榜第一位。

## 簡歷
- 曾在動畫《機動戰士GUNDAM SEED DESTINY》、《血戰》及《奔向地球》3套每日放送星期六下午6時的節目出現由她所唱的主題曲，又被稱為「土6女王」[1]。

## 作品

### 單曲
1. 我們的去向（僕たちの行方，《機動戰士高達SEED DESTINY》第三片頭曲）
2. evergreen
3. （《血戰》第一片頭曲）
4. （銀魂第四片尾曲）
5. JET BOY JET GIRL（奔向地球第二片頭曲）
6. （《圖書館戰爭》片頭曲）
7. （《銀魂》第十四片尾曲）
8. Poolside
9. Music

### 專輯
1. sympathy
2. Bamboo Collage

## 外部連結
- Takahashi Hitomi | official website （页面存档备份，存于）
- 個人網誌